# プエルタ・デル・ソル

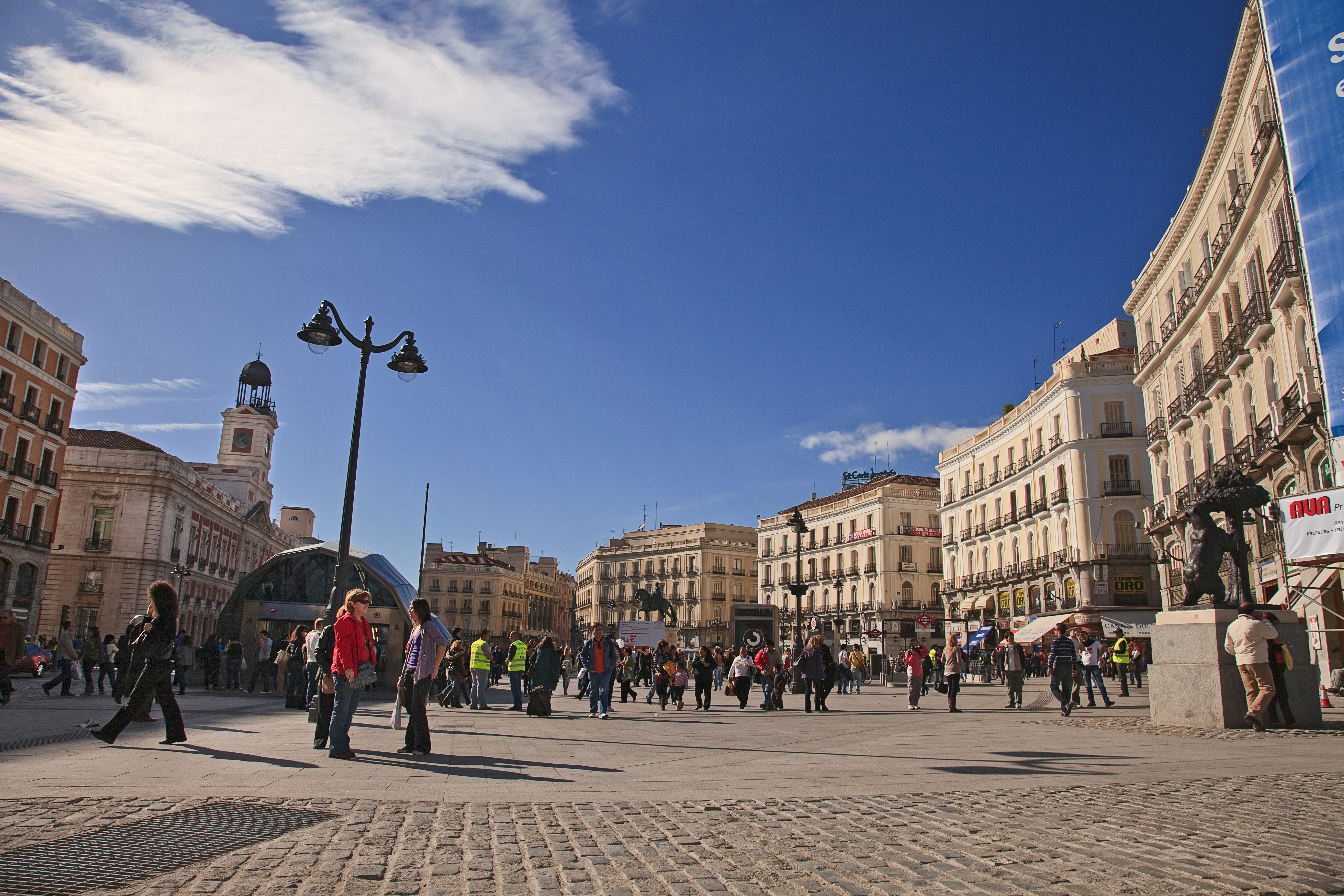
プエルタ・デル・ソル

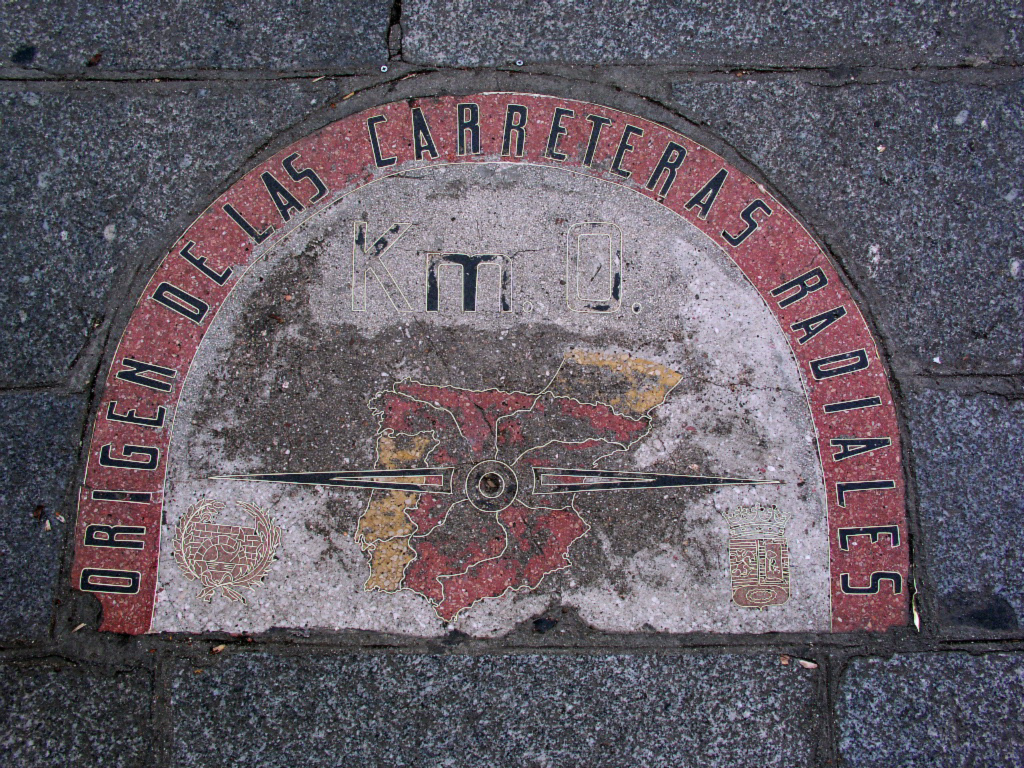
0kmを示すプラーク

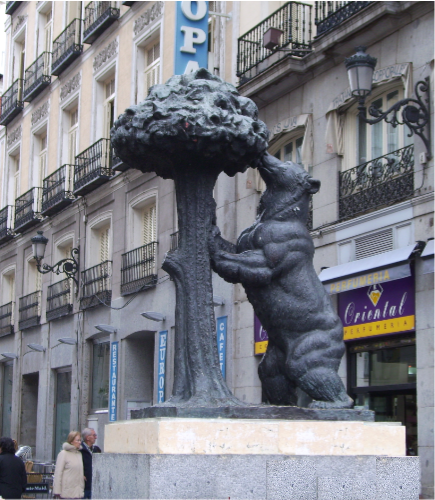
クマとイチゴノキの像

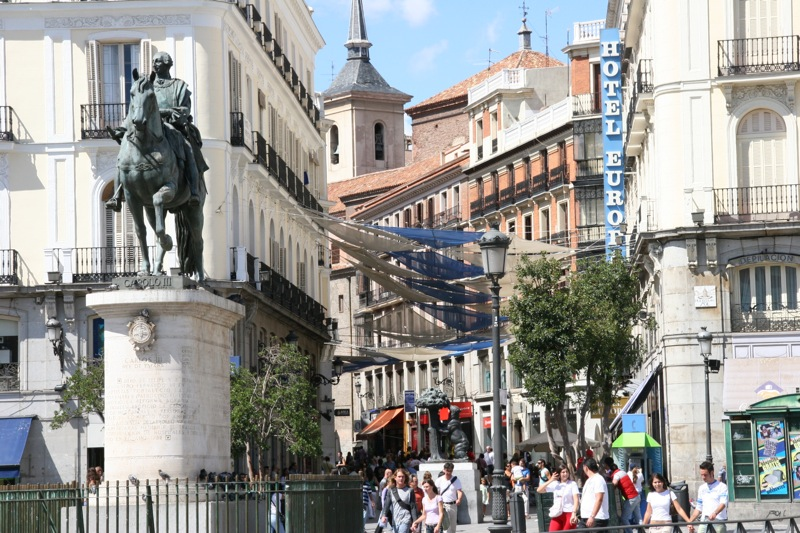
カルロス3世騎馬像

プエルタ・デル・ソル （Puerta del Sol、太陽の門）は、スペイン、マドリードにある広場。有名で、人通りが激しい場所である。スペイン国道の起点（0km）となっている場所で、セントロにある。1962年12月31日以降、大晦日のカウントダウンの様子がTVEによってテレビ中継されている。

## 歴史
プエルタ・デル・ソルとは『太陽の門』を意味し、15世紀にはマドリードを取り巻く城壁の門の一つであった。壁の外側では、中世の郊外が成長し始めていた。門の名前は、太陽が昇る東へ向けて門の入り口が設置されていたことに由来する。
17世紀から19世紀にかけ、プエルタ・デル・ソルは市民の重要な待合場所であった。スペイン他地域や国外からの荷物が郵便局へ集められる最終目的地で、最新のニュースが集まってきた。広場には『サン・フェリペの階段』と呼ばれる階段のあるサン・フェリペ修道院があり、宮廷のゴシップが多く生まれた。
郵便局の建物は、フランス人建築家ジャック・マルケによって1766年から1768年にかけて建設された。フランシスコ・フランコ独裁時代、建物は内務省や国防省本部がおかれていた。現在はマドリード州の州首相府がおかれている。

## ランドマーク
プエルタ・デル・ソルには、スペイン国内や国外で知られている建物が多くある。広場南側にある旧郵便局は、現在マドリード州首相公邸となっている。南側には他に、カルロス3世像がある（数多くの公共事業を後押ししたカルロス3世は、大王と別名で呼ばれる）。アルカラ通りとサン・ヘロニモ通りの間に建つ広場東側の建物には、ゴンザレス・ビアス社のトップブランドであるシェリー酒「ティオ・ペペ（Tio Pepe）」のネオンサイン付き看板が取り付けられている。広場北側には、クマとイチゴノキの像がたつ。これは、マドリード市の紋章を表している。マリブランカ（実際はウェヌス）像は、かつて噴水があった場所を示している。

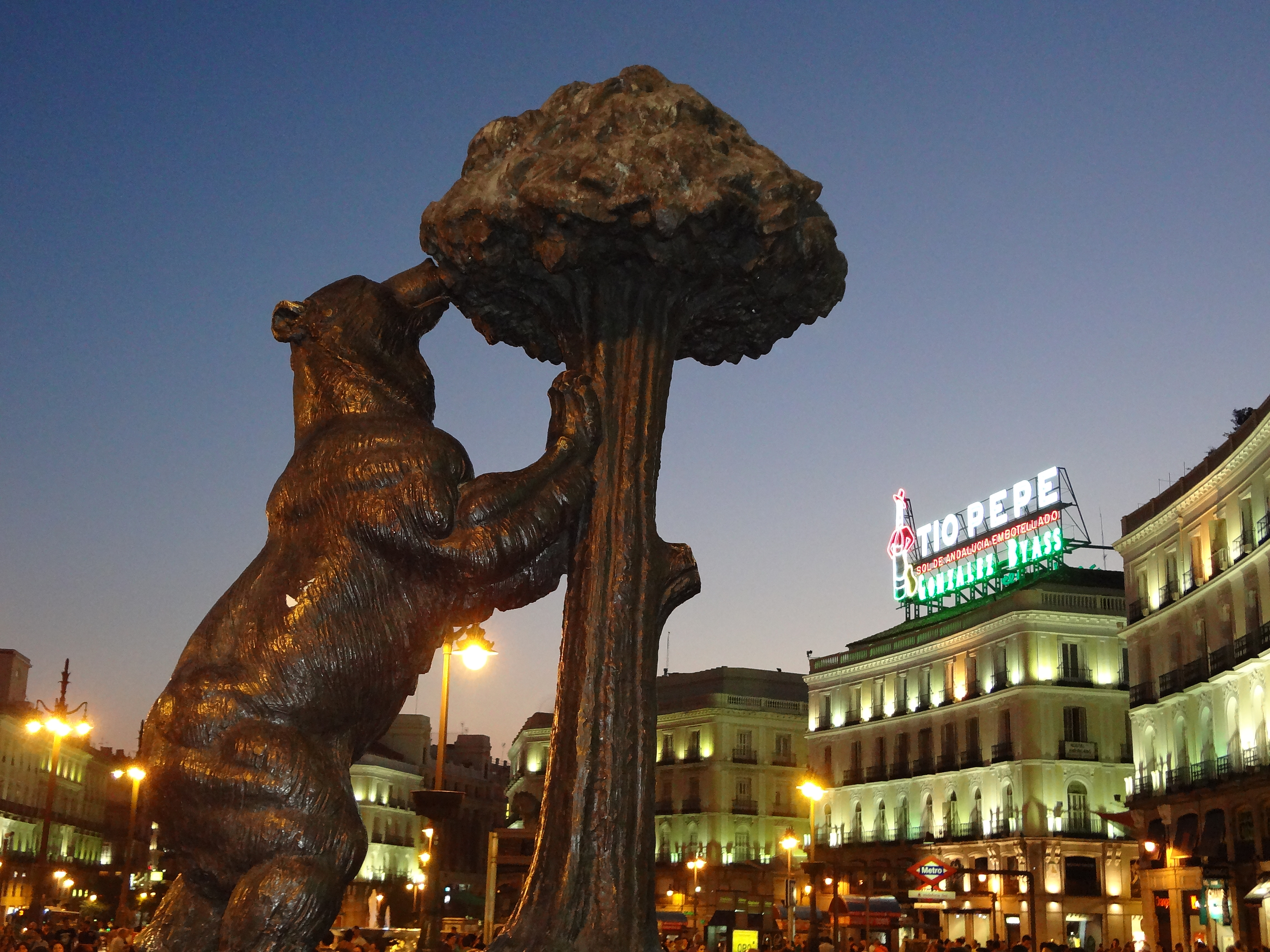
クマとイチゴノキの像

郵便局のまっすぐ北にある地面には、マドリードの象徴的な中心としてプラークが設置されている。交通の起点であるのみならず、特に反暴力・反戦の多くの集会や抗議デモが集まる象徴になっている。2004年、マドリード列車爆破テロ事件後の抗議デモが、プエルタ・デル・ソルで行われた。また2011年5月15日からスペイン全土で沸き起こっている15-M運動では連日24時間ここに多数の群衆が集結、1カ月以上この抗議運動は続いた。

## 位置
プエルタ・デル・ソルは、マドリードの中心部にあたる。すぐ南西にはマヨール広場、さらに西には王宮がある。国会と美術館は東で、アトーチャ駅は南東にある。
プエルタ・デル・ソルの地下は公共交通のハブとなっており、マドリード地下鉄の1号線、2号線、3号線が走っている。セルカニアス マドリードは、予定より4年遅れて、2009年6月27日に開業した。工事の遅れは、ブエン・スセーソ教会本堂掘削作業中に遺跡が発見されたためだった。拡張によって新しい駅は、プエルタ・デル・ソルとセルカニアスがつながるようになったことから、アトーチャ駅やチャマルティン駅を直接経由せずともすむようになった。
広場はいくつかの商業地域とレクリエーション地域を相互に結び、周辺の通りも含め、観光客や地元住民が利用するショッピング街となっている。プレシアードス通りに面したエル・コルテ・イングレス百貨店、カフェ・マジョルカが挙げられる。周囲には、深夜から早朝まで営業するバーやクラブが多くあり、ミュージシャンの路上演奏が普段から行われる。
広場に面した通りには、マンション、小規模オフィス、観光客用ユースホステルがある。